# Xenacanthiformes
Los xenacantiformes (Xenacanthiformes) son un orden extinto de primitivos tiburones; aparecieron hace aproximadamente 400 millones de años, en el periodo Carbonífero Inferior. Tenían tendencia a desarrollar aleta dorsal.
Eran tiburones de agua dulce que poblaron el antiguo supercontinente Pangea. La forma de su cuerpo parecía al de los Hexanquiformes.
Los miembros más notables del orden son Xenacanthus y Orthacanthus. Algunos Xenacanthus alcanzaban longitudes de 4 m, y tenían dientes característicos con la raíz provista de un par de cúspides en forma de gancho. Algunas especies tenían grandes espinas aserradas dirigidas hacia atrás tras la cabeza.
La mayoría se extinguieron al final del Pérmico durante la extinción en masa del Pérmico-Triásico; solo algunos sobrevivieron durante el Triásico.

## Familias y géneros
Contaban con 3 familias y 8 géneros repartidos de la manera siguiente:
- Familia Diplodoselachidae Dick, 1981
  - Género Diplodoselache Dick, 1981
  - Género Dicentrodus Traquair, 1888
  - Género Hagenoselache Hampe & Heidkte, 1997
- Familia Orthacanthidae Heyler & Poplin 1989
  - Género Orthacanthus Agassiz, 1843
- Familia Sphenacanthidae Agazzis, 1837 
  - Género Sphenacanthus Agazzis, 1837
- Familia Xenacanthidae Fritsch, 1889
  - Género Plicatodus Hampe, 1995
  - Género Triodus Jordan, 1849
  - Género Xenacanthus Beyrich, 1848
- posible existencia
  - Género Anodontacanthus